# Johan Janssen (politicus)
Johan Gerard Anton Janssen (Heerlen, 11 januari 1935) is een Nederlands voormalig politicus van de KVP.
Hij werd geboren als zoon van Alphons Hubert Marie Janssen; destijds burgemeester van Nieuwenhagen en vanaf 1938 burgemeester van Venray. J.G.A. Janssen doorliep het gymnasium in Venray en is in 1961 afgestudeerd in de rechten aan de Katholieke Universiteit Nijmegen. Daarna was hij werkzaam bij de afdeling Kartelzaken bij het ministerie van Economische Zaken. Vanaf 1964 was hij afdelingschef bij de gemeentelijke sociale dienst van Eindhoven. In 1968 werd hij met succes door radicalen binnen de KVP voorgedragen als landelijk penningmeester van de KVP. In februari 1969 werd Janssen de burgemeester van Eygelshoven. Aan het eind van zijn ambtstermijn van 6 jaar besloot de commissaris van de koningin in Limburg geen herbenoeming aan te bevelen omdat bij de gemeentebegroting de inkomsten en de uitgaven veel te gunstig waren ingeschat. Daarmee kwam begin 1975 een einde aan zijn burgemeesterschap. Later was hij als advocaat actief in Schaesberg.